# Ідельчик Любов Мойсеївна
Любов Мойсеївна Ідельчик (при народженні Нісенбойм; нар. 15 березня 1936 Одеса — пом. 13 листопада 2006, Філадельфія) — українська шахістка. Дворазова чемпіонка України з шахів серед жінок (1963, 1969). Майстер спорту СРСР з шахів (1966).

## Життєпис
У 1954 році перемогла в чемпіонаті Одеси з шахів серед жінок. У 1960-х роках була однією з найкращих шахісток України. Двічі перемагала на чемпіонатах Української РСР з шахів серед жінок (1963, 1969). У 1968 році перемогла в Всесоюзному чемпіонаті профспілок з шахів серед жінок. У 1971 році в цьому змаганні поділила 3-4-те місце. З 1958 по 1972 рік п'ять разів брала участь в чемпіонатах СРСР з шахів серед жінок, де найкращий результат показала в 1966 році, коли посіла 8-ме місце. Двічі представляла збірну України на першостях СРСР між командами союзних республік з шахів (1963, 1967). Тричі в складі команди спортивного товариства «Авангард» брала участь у розіграшах командного Кубка СРСР з шахів (1964-1968). Виступала за збірну команду Української РСР на міжнародних змаганнях.
Жила в Харкові (працювала тренером), з середини 1980-х років — у США.

## Турнірні результати

### Чемпіонати України
| Рік  | Місце проведення | Турнір                 | Результат | +  | — | = | Місце  |
| ---- | ---------------- | ---------------------- | --------- | -- | - | - | ------ |
| 1955 | Київ             | 15-й чемпіонат України | 9 з 14    | 5  | 1 | 8 | — 5    |
| 1956 | Київ             | 16-й чемпіонат України | 10½ з 14  |    |   |   | 4 — 7  |
| 1963 | Київ             | 23-й чемпіонат України | 13 з 15   | 11 | 0 | 4 | Gold   |
| 1964 | Івано-Франківськ | 24-й чемпіонат України | 9 з 15    | 6  | 3 | 6 | 7      |
| 1966 | Харків           | 26-й чемпіонат України | 9 з 13    |    |   |   | — 3    |
| 1968 | Київ             | 28-й чемпіонат України | 7½ з 14   |    |   |   | 6      |
| 1969 | Чернівці         | 29-й чемпіонат України | 11 з 14   |    |   |   | Gold   |
| 1970 | Харків           | 30-й чемпіонат України | 7 з 12    | 5  | 3 | 4 | 4      |
| 1972 | Одеса            | 32-й чемпіонат України | 8 з 12    |    |   |   | — 3    |
| 1976 | Одеса            | 36-й чемпіонат України | 4½ з 8    | 4  | 1 | 3 | 9 — 15 |
| 1978 | Харків           | 38-й чемпіонат України | 6½ з 11   |    |   |   | 8 — 13 |

### Чемпіонати СРСР та інші турніри
| Рік  | Місце проведення | Турнір                         | Результат | + | — | = | Місце   |
| ---- | ---------------- | ------------------------------ | --------- | - | - | - | ------- |
| 1958 | Харків           | 18-й чемпіонат СРСР            | 10 з 20   | 6 | 6 | 8 | 9 — 11  |
| 1965 | Мінськ           | півфінал 25-го чемпіонату СРСР | 10½ з 14  |   |   |   | 1       |
|      | Бєльці           | 25-й чемпіонат СРСР            | 9 з 19    | 6 | 7 | 6 | 11      |
| 1966 | Петрозаводськ    | півфінал 26-го чемпіонату СРСР | 8 з 13    |   |   |   | 4       |
|      | Київ             | 26-й чемпіонат СРСР            | 9½ з 19   | 6 | 6 | 7 | 8       |
| 1967 | Сочі             | 27-й чемпіонат СРСР            | 6½ з 13   |   |   |   | 31 — 42 |
| 1968 | Сочі             | першість ДСТ профсоюзів        | 6 з 7     | 5 | 0 | 2 | 1       |
| 1969 | Челябінськ       | півфінал 29-го чемпіонату СРСР | 5½ з 13   | 3 | 5 | 5 | 7 — 8   |
| 1971 | Орел             | 5-та першість ДСТ профсоюзів   | 10 з 15   | 9 | 4 | 2 | 4       |
| 1972 | Жданов           | півфінал 32-го чемпіонату СРСР | 8 з 12    |   |   |   | 2 — 4   |
|      | Тольятті         | 32-й чемпіонат СРСР            | 8½ з 19   | 4 | 6 | 9 | 15 — 17 |
| 1979 | Омськ            | півфінал 39-го чемпіонату СРСР | 6½ з 15   |   |   |   | 11      |